# South West England
South West England of Zuidwest-Engeland (Cornisch: Rannvro Soth West) is een regio van Engeland met ongeveer 5 miljoen inwoners en daarmee de zevende regio naar inwoneraantal. Naar oppervlakte is het de grootste regio. Het gebied werd tot en met de 17e eeuw West Country genoemd.
Een belangrijk evenement in deze regio is het jaarlijks terugkerende West Country Carnival, een carnavaleske optocht van uitbundig verlichte wagens.
Ook het bekende archeologische monument Stonehenge ligt in deze regio.

## Bestuurlijke indeling
De regio bestaat uit de volgende lokaal bestuurde gebieden (graafschappen of unitary authorities):
| Lokaal bestuurde gebieden en plaatsen                                                                                     | Lokaal bestuurde gebieden en plaatsen            |
| Nr. | Shire County/Unitary                             |
| --- | ------------------------------------------------ |
| 1 | Bath and North East Somerset (unitary authority) |
| 2 | North Somerset (unitary authority)               |
| 3 | Bristol (unitary authority)                      |
| 4 | South Gloucestershire (unitary authority)        |
| 5 | Gloucestershire (shire county)                   |
| 6 | Swindon (unitary authority)                      |
| 7 | Wiltshire (shire county)                         |
| 8 | Dorset (shire county)                            |
| 9 | Poole (unitary authority)                        |
| 10 | Bournemouth (unitary authority)                  |
| 11 | Somerset (shire county)                          |
| 12 | Devon (shire county)                             |
| 13 | Torbay (unitary authority)                       |
| 14 | Plymouth (unitary authority)                     |
| 15 | Cornwall (shire county)                          |
| De Scilly-eilanden (niet op de kaart) nemen een aparte positie in en vormen een zogenaamde sui generis unitary authority. |                                                  |

| Detailkaart |
| ----------- |
|             |

 Engeland ·  Schotland ·  Noord-Ierland ·  Wales
Regio's van Engeland: East of England · East Midlands · Londen · North East · North West · South East · South West · West Midlands · Yorkshire and the Humber